# Eunice Barberová
Eunice Barberová (* 17. listopadu 1974, Freetown) je francouzská atletka, jejíž specializací je víceboj a skok daleký. Do roku 1999 reprezentovala rodnou zemi Sierra Leone.
Zúčastnila se čtyř letních olympijských her (Barcelona 1992, Atlanta 1996, Sydney 2000, Athény 2004). Největší úspěch zaznamenala na olympiádě v Atlantě, kde dokončila sedmiboj s celkovým počtem 6 342 bodů a obsadila páté místo.